# Copa Avianca de Basquete 2017
A Copa Avianca foi uma competição de basquete masculino realizada entre os dias 25 e 31 de outubro de 2017, em Belo Horizonte (MG), sob a organização da Liga Nacional de Basquete. O Vasco da Gama sagrou-se campeão invicto.
A competição foi criada por iniciativa dos clubes do Rio de Janeiro, que estavam com o período vazio no calendário devido ao cancelamento do Campeonato Carioca de 2017. O torneio serviu de pré-temporada para a edição 2017-2018 do NBB. 

## Participantes
A Copa Avianca contou com seis participantes de quatro estados. Todos os participantes também estavam confirmados para a edição 2017-2018 do NBB.
| Equipe            | Cidade         | Estado |
| ----------------- | -------------- | ------ |
| Basquete Cearense | Fortaleza      | CE     |
| Botafogo          | Rio de Janeiro | RJ     |
| Flamengo          | Rio de Janeiro | RJ     |
| Minas             | Belo Horizonte | MG     |
| Vasco da Gama     | Rio de Janeiro | RJ     |
| Universo/Vitória  | Salvador       | BA     |

## Primeira Fase

### Classificação[3]
| Pos | Times             | %   | Pts | J | V | D | C   | F   | PF  | PS  | SP  |
| --- | ----------------- | --- | --- | - | - | - | --- | --- | --- | --- | --- |
| 1   | Vasco da Gama     | 100 | 10  | 5 | 5 | 0 | 2-0 | 3-0 | 441 | 358 | 83  |
| 2   | Minas             | 80  | 9   | 5 | 4 | 1 | 2-1 | 2-0 | 393 | 369 | 24  |
| 3   | Flamengo          | 60  | 8   | 5 | 3 | 2 | 2-0 | 1-2 | 415 | 400 | 15  |
| 4   | Universo/Vitória  | 40  | 7   | 5 | 2 | 3 | 1-1 | 1-2 | 371 | 401 | -30 |
| 5   | Basquete Cearense | 20  | 6   | 5 | 1 | 4 | 0-2 | 1-2 | 350 | 378 | -28 |
| 6   | Botafogo          | 0   | 5   | 5 | 0 | 5 | 0-4 | 0-1 | 369 | 433 | -64 |

## Final
| 31 de outubro 19:15 | Relatório | Minas | 57–81 | Vasco da Gama |  | Arena JK, Minas Gerais |  |

## Premiação
| Copa Avianca 2017                 |
| --------------------------------- |
| Vasco da Gama Campeão (1° título) |